# Alois De Graeve
Alois De Graeve (* 26. Januar 1896 in Klerken; † 2. Juli 1970 in Antwerpen) war ein belgischer Bahnradsportler.
Alois De Graeve war Profiradsportler von 1920 bis 1938. In diesen Jahren errang er siebenmal den belgischen Meistertitel im Sprint. Bei den UCI-Bahn-Weltmeisterschaften 1922 wurde er Dritter im Sprint der Profis. 1924 gewann er den Grand Prix de Reims, einen der ältesten Wettkämpfe für Bahnsprinter in Frankreich. 1925 belegte er beim Grand Prix de l’UVF den zweiten und 1929 den dritten Platz. Er startete auch bei 27 Sechstagerennen; 1926 wurde er in Brüssel Zweiter mit Emile Thollembeek und in Dortmund Dritter mit Marcel Buysse.